# Крутая Горка (Курганская область)
Крутая Горка — деревня в Шумихинском районе Курганской области. Административный центр Большевистского сельсовета.

В июне 1930 года образован колхоз Большевик
, в 2018 году была открыта аллея и памятный знак в честь колхоза.

## География
Расположена у реки Миасс.

## Население
| 1989 | 2002 | 2010 |
| ---- | ---- | ---- |
| 1006 | ↘802 | ↘729 |